# Ignatius Antoine II. Hayek
Mons. Ignatius Antoine II. Hayek (14. září 1910, Aleppo - 21. února 2007, klášter Charfet, Libanon) byl syrský katolický kněz a patriarcha antiochijský.

## Život
V letech 1927-1933 studoval v Římě, kde získal doktorát z filosofie a licenciát z teologie. ROku 1933 přijal kněžské svěcení, pak pokračoval doktorátem z teologie. Po působení ve farní pastoraci byl v roce 1959 jmenován archieparchou aleppským, jako takový se účastnil II. vatikánského koncilu. V roce 1968 byl zvolen sysrkým patriarchou, roku 1998 rezignoval na úřad. Zasadil se o stavbu atedrál v Aleppu a Bejrútu, obnovu kláštera Charfet, pečoval o syrskou diasporu po celém světě, roku 1985 zřídil Řád svatého Ignáce z Antiochie. Byl i publikačně činný.

## Publikace
- Le relazioni della Chiesa Siro-giacobita con la Santa Sede dal 1143 al 1656. Geuthner, Paris 2015, ISBN 9782705339319. (doktorská disertace)